# Suriname en de Europese Unie
Suriname en de Europese Unie onderhouden onderling betrekkingen.

## Internationale relaties
Van 1 september 1962 tot de Surinaamse onafhankelijkheid op 25 november 1975 was Suriname geassocieerd met de EEG als een Overzees Land en Territorium (LGO).
In 2019 hield Suriname voor de zesde maal een politieke dialoog met de EU. Via bijvoorbeeld de Caricom heeft Suriname een economische partnerschap met de EU. De EU heeft een ambassade in Georgetown die de betrekkingen zowel bilateraal vertegenwoordigt, met Suriname, als regionaal, met de Gemeenschap van Latijns-Amerikaanse en Caribische Staten (CELAC), de CARICOM en de ACS-landen.

## Ondersteuning en ontwikkeling
In de periode van 1975 tot 2010 heeft de Europese Unie circa 165 miljoen euro uitgegeven aan assistentie aan Suriname. Bilaterale betrekkingen zijn onder meer op gericht geweest op de ontwikkeling van de vervoersinfrastructuur, de rijst- en bananensector, de particuliere sector, milieubeheer en goed bestuur.
Nederland en Frankrijk ondersteunen beide visumvrij reizen tussen Suriname en de EU. De bevoegdheid om hierover te beslissen, ligt bij de EU zelf. Rond 2021 maakte Nederland 2 miljoen euro vrij om Suriname in staat te stellen te voldoen aan Europese eisen voor een biometrisch paspoort.

## Diplomatieke missie
- Ambassade van Suriname in België